# Ruskovce (Trenčín)
|  | No s'ha de confondre amb Ruskovce (Košice). |

Ruskovce és un poble i municipi d'Eslovàquia que es troba a la regió de Trenčín. La primera menció escrita de la vila es remunta al 1329.

## Demografia
| Godina             | 1994 | 2004   | 2014   | 2024   |
| ------------------ | ---- | ------ | ------ | ------ |
| Nombre de persones | 531  | 532    | 513    | 518    |
| Diferència         |      | +0,18% | −3,57% | +0,97% |

| Godina             | 2023 | 2024   |
| ------------------ | ---- | ------ |
| Nombre de persones | 521  | 518    |
| Diferència         |      | −0,57% |